# 富田安紀子 (和太鼓パフォーマー)
富田 安紀子（とみだ あきこ、1991年〈平成3年〉11月21日 - ）は、日本のモデル、和太鼓パフォーマー、 タレント。

## 略歴
2010年3月大垣日本大学高等学校 普通科卒業、2012年3月中部学院大学短期大学部 幼児教育学科卒業、2013年3月中部学院大学短期大学部 専攻科福祉専攻卒業。

## 人物
幼少期にぶどう膜炎、白内障を患い、左目の視力を完全に失い、失明した経験を持つ。幼少期には、左目の視力喪失による視覚障害と吃音症を抱え、また小学校6年生の頃には視力の低下によるいじめを受け、自身の素顔に対して自信を失い、思春期を通じて左目を前髪で隠すことが多かった。
26歳の時に医師の勧めにより義眼を装着した。右目については、いずれ完全に見えなくなると宣告されており、現在右目には何も装着していない状態である。
吃音症の改善を目的にした運動をする中で巡り合った和太鼓の師匠が2代目山代鶴輝丸。  
2025年現在も演奏活動も行っており、「山代流鶴輝丸会」の師範を務めている。
2021年には2020年東京パラリンピックの開会式においてパフォーマンスメンバーとして選出され、2024年にはパリで開催されたパリ・コレクション2025SSに出演した。

## 活動歴
TV
- 24時間テレビ 愛は地球を救う42 (2019年9月21日、中京テレビ)
- ABEMA Prime②義眼をつける当事者の日常は？外見上は分からない弊害も (2021年4月6日、ABEMA)
- 生きるを伝える (2021年7月31日、テレビ東京)
- 2020年東京パラリンピック聖火ランナー・応援ライブ出演 (2021年8月21日、中京テレビ)
- 2020年東京パラリンピック開会式和太鼓出演 (2021年9月5日、NHK総合)
- news every. (2024年10月30日、日本テレビ)

ラジオ
- 『リンク・スクエア』 レギュラーパーソナリティ (2019年8月4日～現在、NHK視覚障害ナビ・ラジオ)

YouTube
- 街録ch～あなたの人生、教えて下さい

ミス・コンテスト
- ミスオリエンタル2023 - 準グランプリ
- Miss Viviana Japan2024 - 準グランプリ
- THE WALK JAPAN 2025 - BEST WALKNIST AWARD 2025

ファッションショー
- パリ・コレクション2025SS (2024年9月28日)

イベント
- True Colors Festival inアゼルバイジャン (国交樹立30周年) (2022年6月24日)

その他
- グアム政府観光局公式アンバサダー2022 (2022年2月7日～現在）
- エンカウントパリコレ関連記事『Yahooニュース、LINEニュースランキング1位』等 (2024年11月12日)